# روبرت جوزيف بيكر
روبرت جوزيف بيكر (بالإنجليزية: Robert Joseph Baker)‏ هو كاهن كاثوليكي أمريكي، ولد في 4 يونيو 1944 في ويلارد في الولايات المتحدة.